# Pierre Turpin de Crissé
Pour les autres membres de la famille, voir Famille Turpin de Crissé.
Pierre II Turpin de Crissé (-1473) est un prélat français, évêque d'Évreux.

## Biographie
Chanoine en 1445, il est évêque d'Évreux de 1470 à 1473.
Il meurt à Cherbourg où il est alors enterré, dans le chœur de l'église Notre-Dame.  

## Sources
- Basilique Sainte-Trinité de Cherbourg